# Planul Molotov

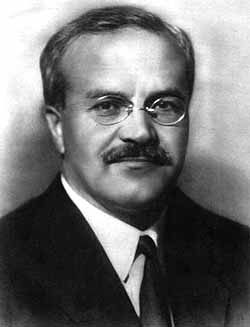
Viaceslav Molotov

Planul Molotov a fost sistemul creat de Uniunea Sovietică în 1947, în scopul de a oferi ajutor reconstrucției țărilor din Europa de Est, care erau aliniate politic și economic cu Uniunea Sovietică. Planul Molotov poate fi considerat ca fiind versiunea sovietică la Planul Marshall, care, din motive politice nu ar fi în măsură să se alăture Planului Marshall fără a părăsi sfera de influență sovietică. Ministrul de externe sovietic Viaceslav Molotov a respins Planul Marshall (1947), propunând Planul Molotov - gruparea economică sponsorizată de sovietici, care a fost extins până la urmă devenind CAER-ul.
Planul a fost un sistem de acorduri comerciale bilaterale, care erau încheiate în cadrul CAER pentru a crea o alianță economică a țărilor socialiste 
 
Acest plan (de ajutor) a permis țărilor socialiste din Europa de Est să nu se bazeze pe ajutor american, în loc de aceasta făcând schimburi comerciale cu URSS. 

## Lista statelor socialiste care au participat la Planul Molotov

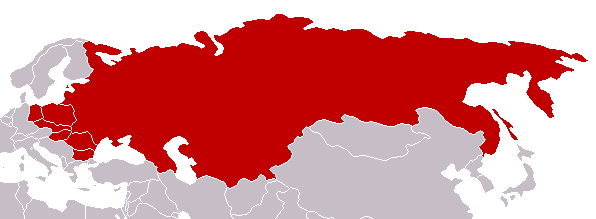
Harta cu ţările membre ale Planului Molotov

- Uniunea Sovietică
- Polonia
- Cehoslovacia
- R.D. Germană
- Ungaria
- Bulgaria
- România